# Monts Tabulaires
Pour l’article homonyme, voir Montagne de la Table.
Les monts Tabulaires, aussi appelés montagnes de la Table (en polonais Góry Stołowe, en tchèque Stolové hory, en allemand Heuscheuergebirge), sont une chaîne de montagne longue de 42 kilomètres et étendue sur la Pologne et la Tchéquie.

## Toponymie
Le nom polonais est dû au fait que les sommets Szczeliniec Wielki et Szczeliniec Mały présentent un relief tabulaire de mesa. Le nom allemand vient de la forme de ces sommets, qui rappellent des granges (Scheuer en allemand).

## Géographie
Les monts Tabulaires sont caractérisés par une structure en grès en dalles.
Ils se situent à l'ouest de Kłodzko, au centre des Sudètes. La partie polonaise de ces monts est protégée par le parc national des Monts tabulaires. Le point culminant, à 919 mètres d'altitude, est le Szczeliniec Wielki.
Cette chaîne montagneuse est caractérisée par un relief original. D'immenses plateaux rocheux creusés par des ravins pouvant atteindre 12 mètres, des crevasses, de tunnels et des balcons forment par endroits de véritables labyrinthes de murs et d'impressionnants monolithes. Les plus spectaculaires se trouvent dans la réserve de Błędne Skały (littéralement « roches errantes ») et au mont Szczeliniec Wielki.

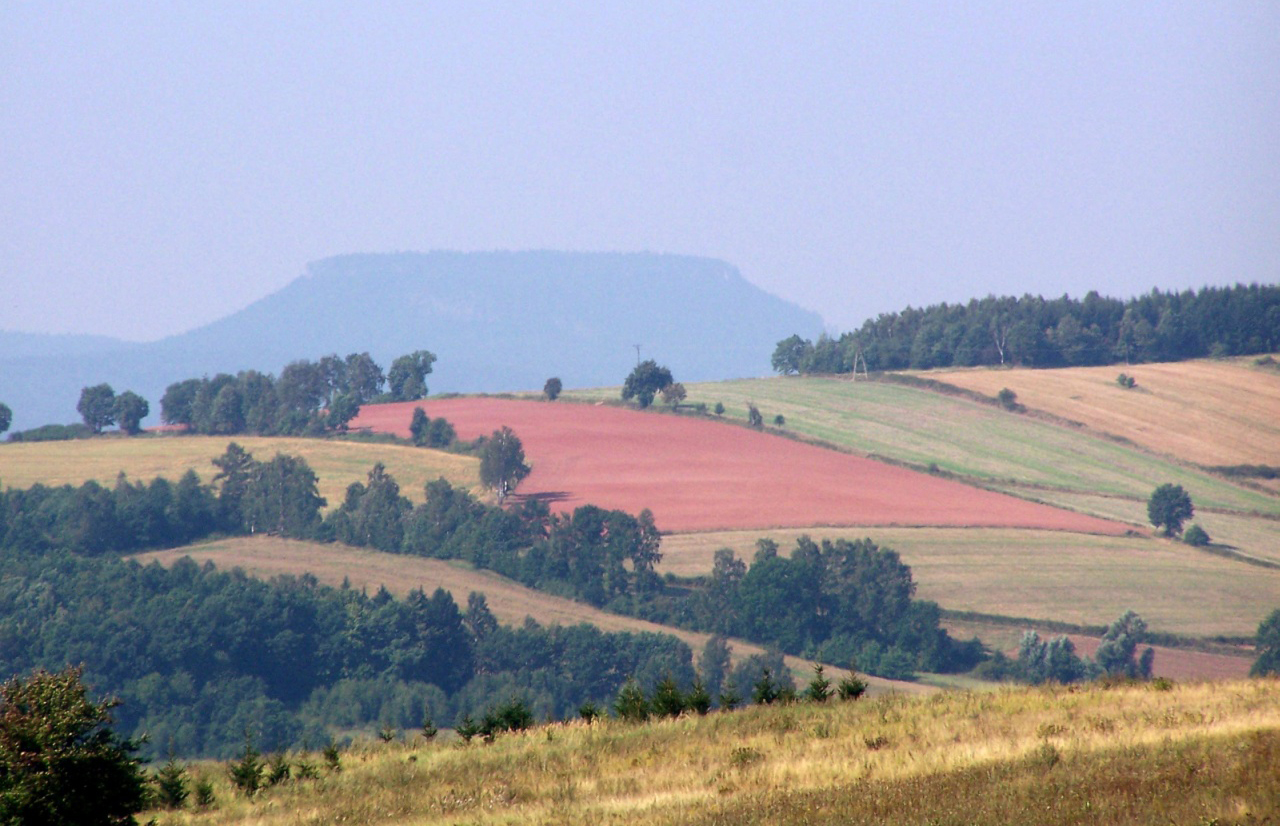
Vue sur les monts Tabulaires depuis Ścinawka Dolna.
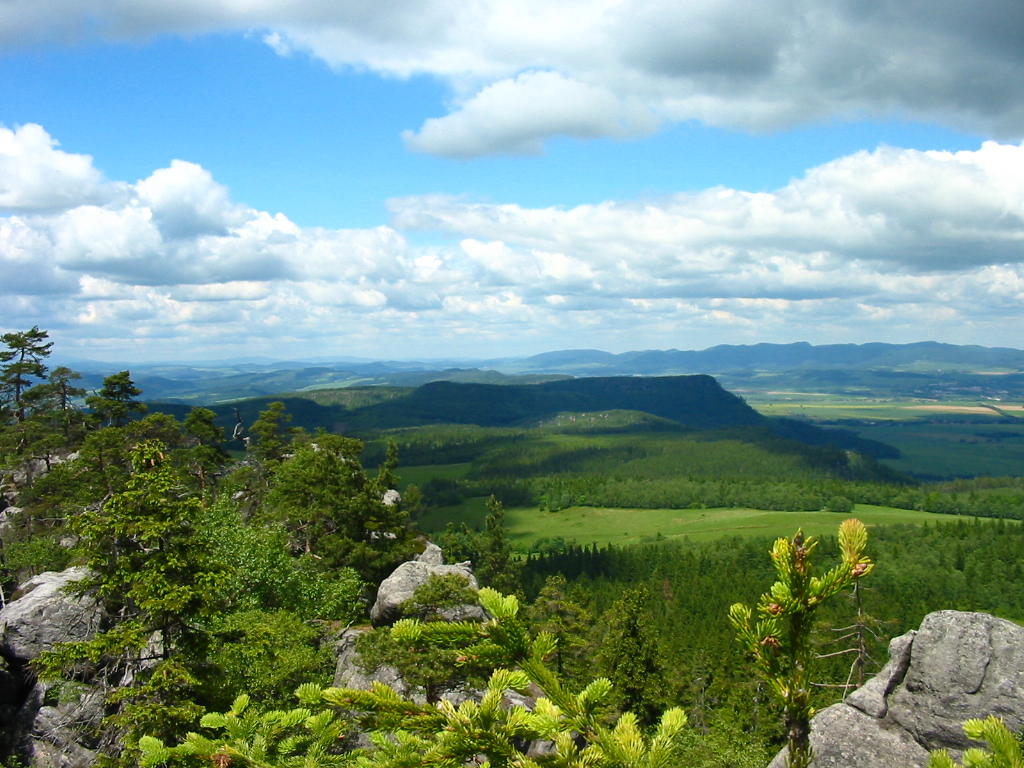
Vue du Szczeliniec Wielki, point culminant des monts Tabulaires, depuis les ruines du fort Karola.
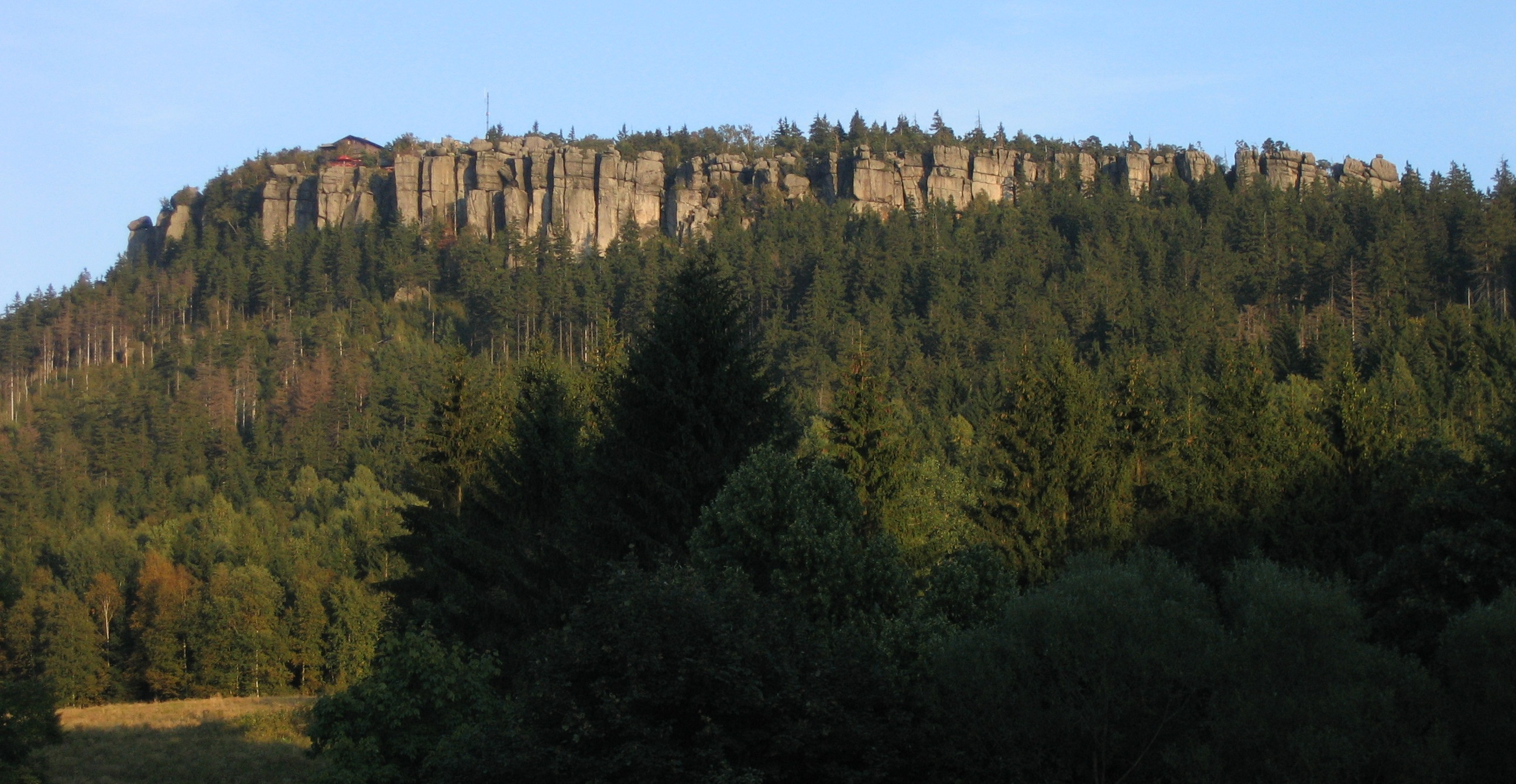
Szczeliniec Wielki vu depuis la Tchéquie.

## Histoire
Le massif a été ouvert au tourisme en 1790 par Franz Pabel et visité la même année par le roi de Prusse Frédéric-Guillaume II. Afin de sécuriser la frontière prussienne avec la Bohême, le roi y fit construire le fort Karl par l'ingénieur militaire Bonaventura von Rauch.
Goethe a visité les monts Tabulaires lors de son voyage en Silésie en 1790 et en a rédigé une description géologique.

## Tourisme
Depuis la ville de Kudowa-Zdrój, un grand nombre d'excursions sont possibles grâce au fléchage pour promeneurs, randonneurs cyclistes, passionnés d'escalade et, l'hiver, des pistes de ski de fond permettent d'apprécier la beauté du paysage.

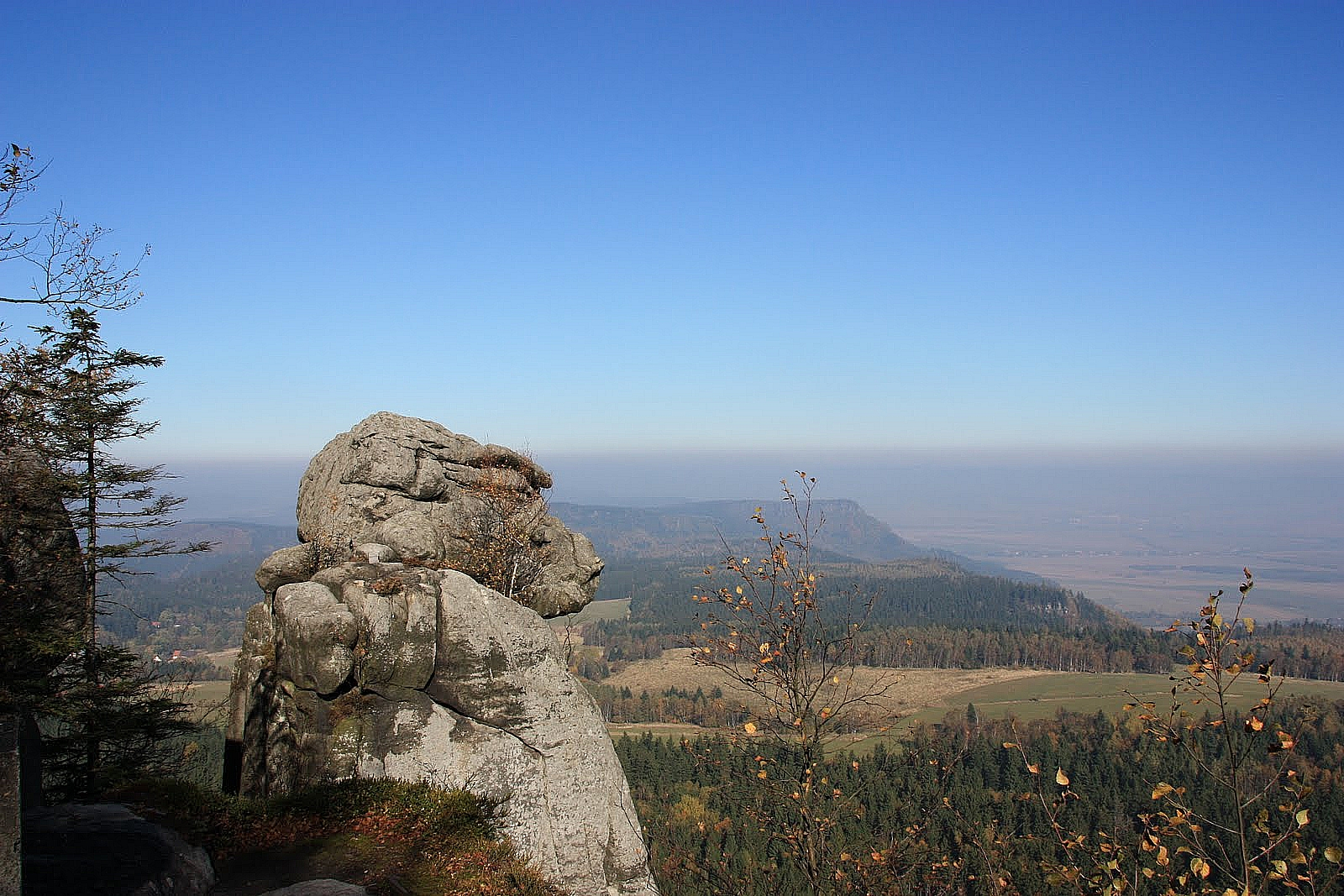
Le singe.
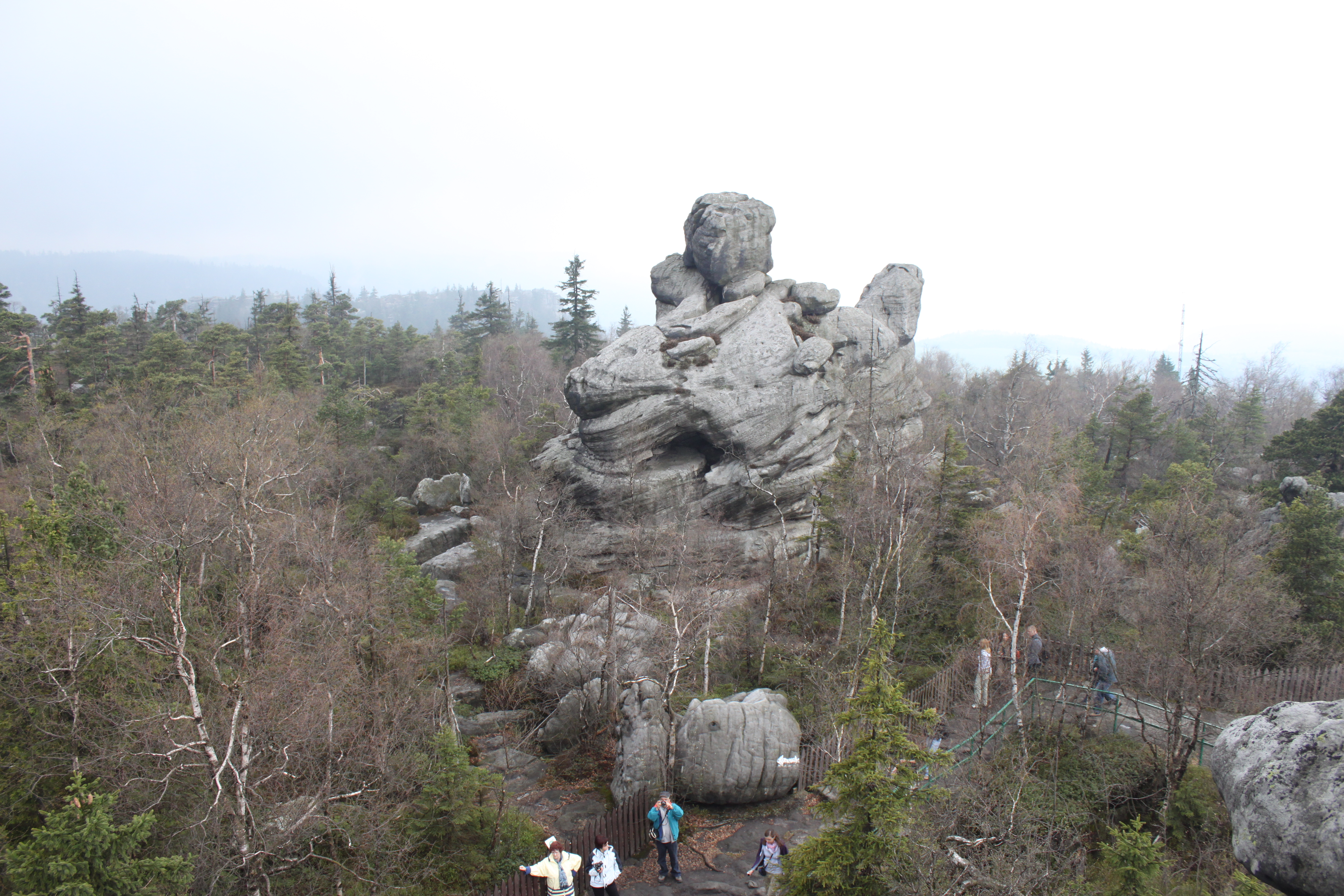
La tête de cheval (Głowa Konia).
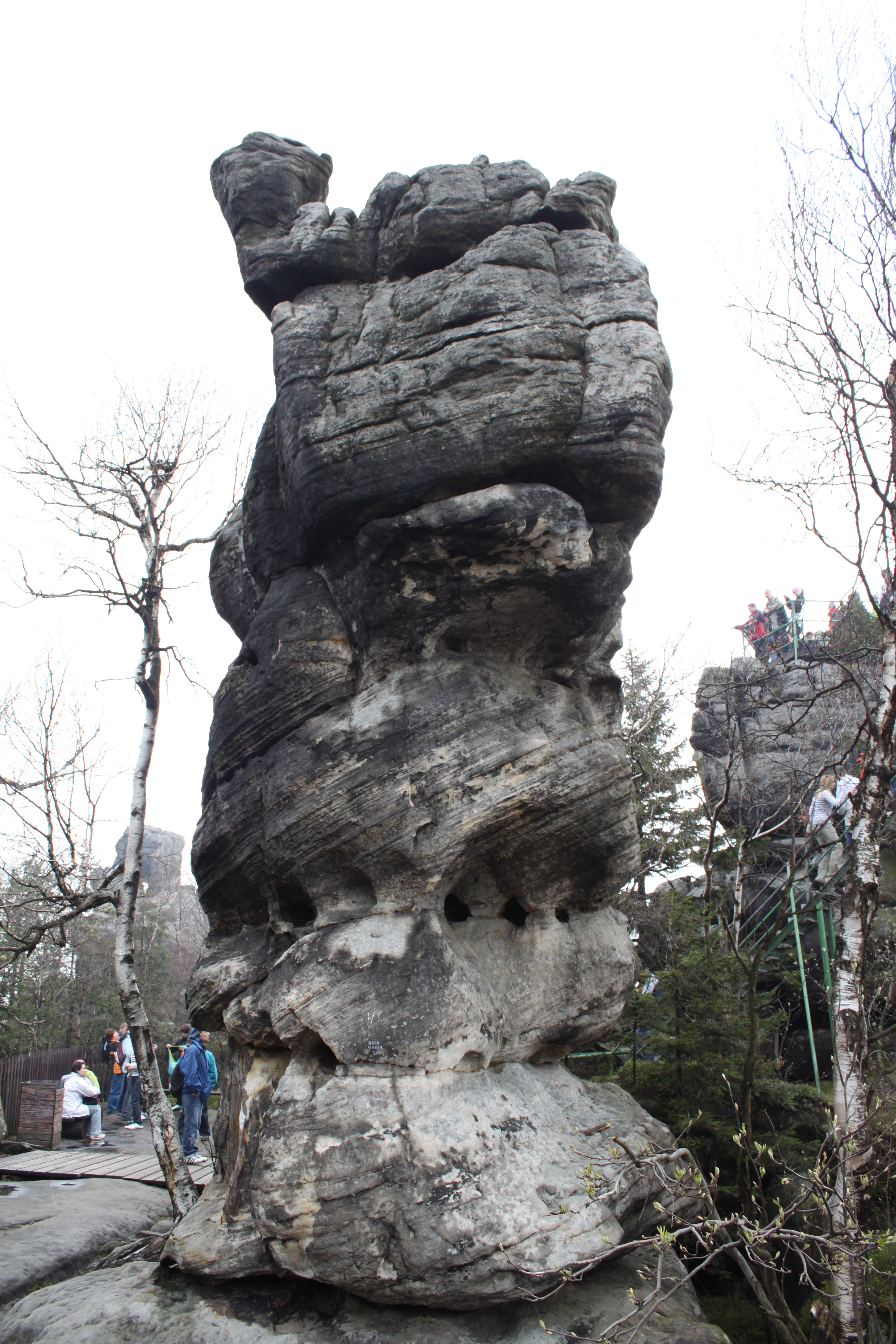
Le chameau (Wielbłąd).
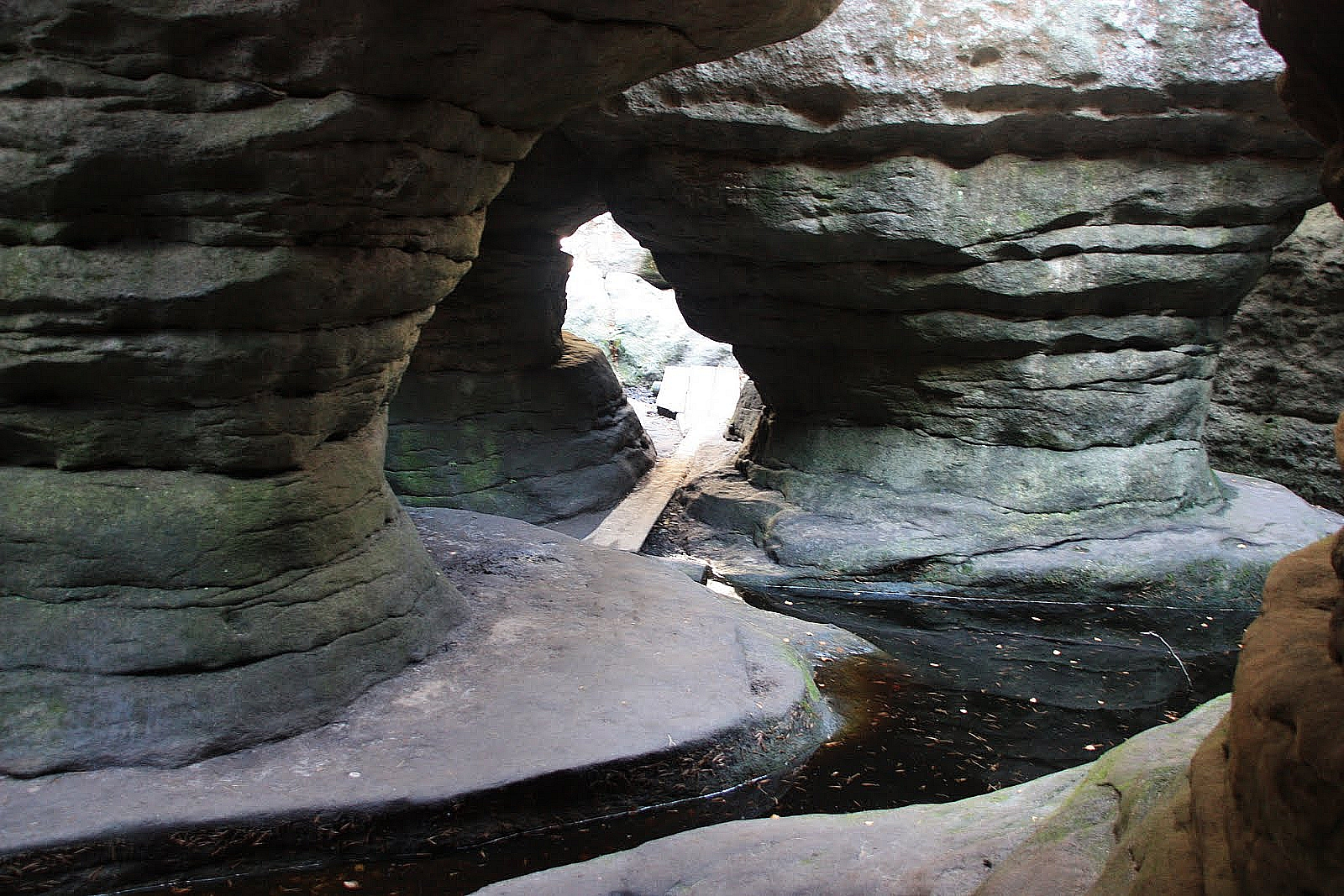
Les roches errantes (Błędne Skały).
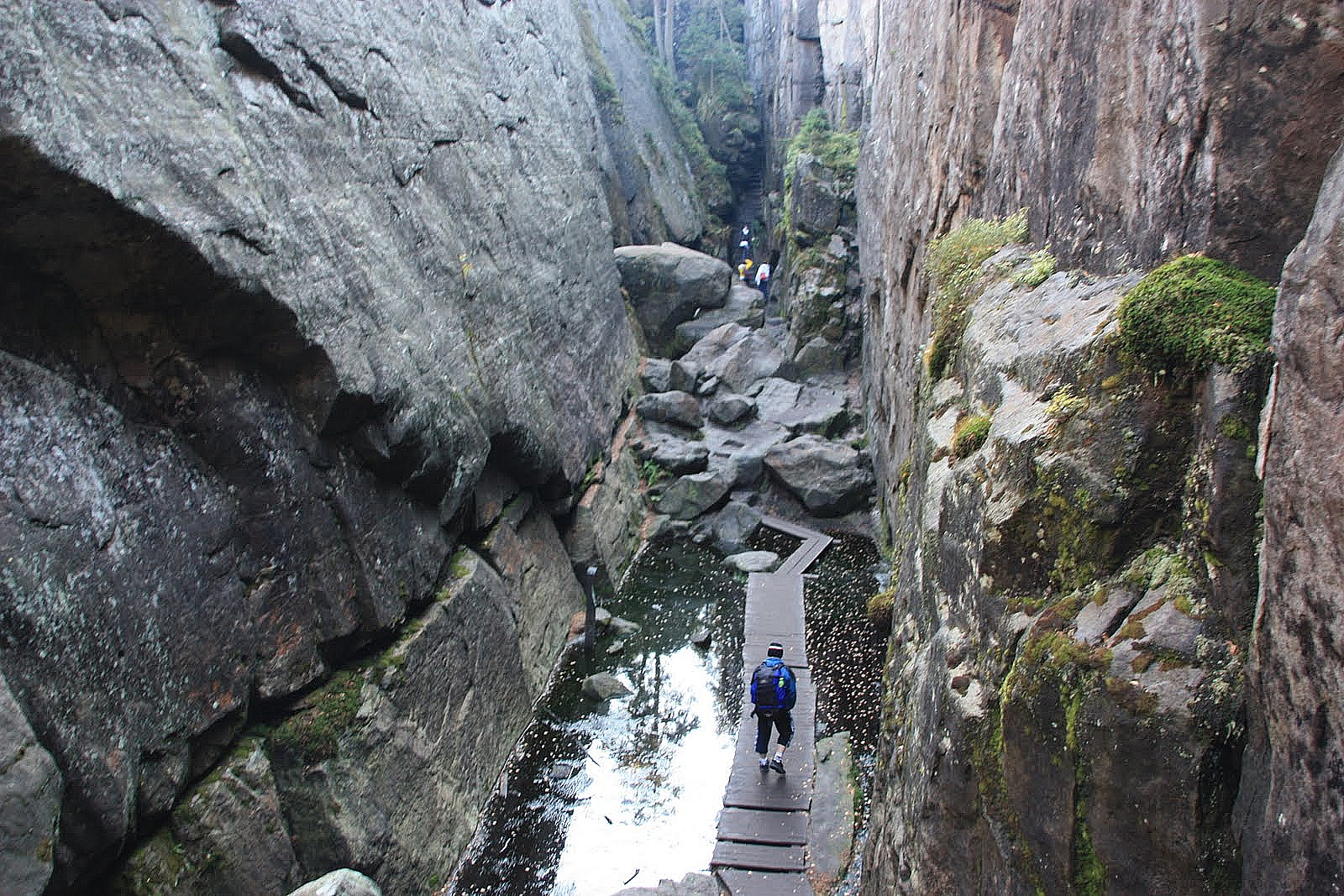
L'enfer.
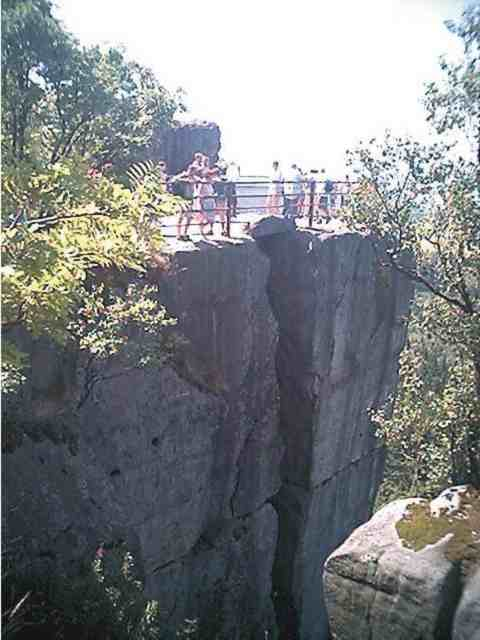
Depuis les hauteurs des ravins.